# Стерьо Боздов
Стерьо (Щерьо, Стерю) Боздов (на македонска литературна норма: Стерјо Боздов) e български революционер, по-късно югославски лекар и професор.

## Биография
Роден е в град Крушево на 7 януари 1902 година и е от влашки произход. През 1926 година получава стипендия от ВМРО в размер 1500 лева като член на ММТРО. Заради нелегалната си дейност е заловен от сръбските власти и на Скопския студентски процес е осъден на 5 години затвор.
През 1933 година учи медицина във Виена и Белград. Преди Втората световна война е гонен и арестуван поради участие в стачки и социални движения.
През юли 1942 г. на събрание на македонски интелектуалци Боздов обсъжда „спасяването на българщината в сърцата на народа“, като изказва идеята, че част от българските служители в администрацията в Македония развалят отношението на народа. На 4 и 5 юли 1942 година в Скопие, в адвокатската кантора на Йордан Чкатров е проведена среща, на която присъстват 19 души видни български общественици, политици, търговци и кметове, сред които Тома Кленков, Христо Паунчев от Охрид, Сотир Тренчев от Ресен, Борис Светиев от Битоля, Коце Ванов и Богдан Попгеорчев от Велес, Христо Сеизов от Кавадарци, Евтим Бойчев от Неготино, д-р Тодор Гичев от Щип, Павле Гичев и Коце Кратовалиев от Скопие, Чкатров, Стерьо Боздов и Димитър Гюзелов. Те подчертават съществувалото въодушевление у населението в Македония, и очакванията му, че България ще се опре на него за извоюване на свободата и приобщаването им към пределите на голяма България.
Става член на Президиума на АСНОМ. През 1944 година е назначен за министър на здравето на Македония. В периода 1947-1950 година е пръв декан на Медицинския факултет в Скопие и шеф на Катедрата по хигиена. Председател е на МЛД между 1951 и 1952 година. След това до пенсионирането си работи като лекар в Куманово.